# Pasión prohibida
Pasión prohibida es una telenovela estadounidense grabada en Miami, producida por Telemundo Studios, y transmitida por la cadena Telemundo. Se trata de una nueva versión de la telenovela turca "Aşk-ı Memnu" escrita por Halid Ziya Uşaklıgil.
Está protagonizada por Mónica Spear y Jencarlos Canela; y con la participación antagónica de Rebecca Jones. Cuenta además con las actuaciones estelares de Roberto Vander y Mercedes Molto. Esta es la última novela en la que participa Mónica Spear antes de su muerte el 6 de enero de 2014.

## Sinopsis
Bianca Santillana Fischer (Mónica Spear) es una hermosa joven quien siempre ha odiado a su madre, Flavia Fischer Vda. de Santillana (Rebecca Jones), por provocar la muerte de su padre. Flavia conoce al millonario Ariel Piamonte (Roberto Vander) y quiere quedarse con el solo por su dinero; sin embargo a Ariel quien le interesa es Bianca; quien acepta su propuesta de matrimonio solo para arruinarle los planes a su ambiciosa madre. Una vez instalada en la mansión Piamonte; Bianca conoce al sobrino segundo de su esposo, Bruno Hurtado Piamonte (Jencarlos Canela); un joven a quien Ariel quiere como a su propio hijo.
Bruno descubre que se ha enamorado de la esposa de su tío y empieza a cortejarla; sin embargo Bianca lo rechaza pero al ver la insistencia del joven ella se enamora de él; comenzando juntos una relación prohibida. Florencia "Nina" Piamonte (Carmen Aub), la hija de Ariel, siempre ha estado enamorada de su primo; sin embargo el solo la ve como a una hermana. 
Bruno se encuentra entre la espada y la pared; pues no quiere traicionar al hombre que lo ha criado como a su propio hijo pero tampoco quiere renunciar a Bianca. Mientras tanto Bianca también se siente culpable y planea divorciarse para no hacerle daño a Ariel, pero Flavia la manipula para que deje definitivamente a Bruno, pues no quiere que su hija desperdicie la fortuna de un hombre millonario. Bianca y Bruno planean huir pero no logran su cometido, dejando a Bruno ante los ojos de Bianca como un cobarde. 
Cuando Bianca termina con Bruno decide seguir con Ariel, mientras tanto Bruno se siente devastado por haber decepcionado a la mujer que ama y busca recuperarla a como dé lugar. Después de varios acercamientos entre los dos deciden retomar su relación lo que levantará sospechas entre los integrantes de la familia desencadenando varios sucesos que afectará a toda la familia además de un trágico final.

## Reparto

### Principales
- Mónica Spear - Bianca Santillana Fischer de Piamonte
- Jencarlos Canela - Bruno Hurtado Piamonte
- Rebecca Jones - Flavia Fischer Vda. de Santillana
- Roberto Vander - Ariel Piamonte
- Mercedes Molto - Denisse Lefevre "Mademoiselle"
- Henry Zakka - Guillermo Arredondo
- Jorge Consejo - Nicolás Arredondo
- Carmen Aub - Florencia "Nina" Piamonte
- Sabrina Seara - Penélope Santillana Fischer de Arredondo
- Beatriz Monroy - Celeste de Barrera
- Rubén Morales - Salomón Barrera "Don Salo"
- Maricella González - Francisca Piamonte
- Martha Pabón - Nuria de Arredondo
- Liannet Borrego - Katia
- Sharlene Taule - Camila Barrera
- Priscila Perales - Eliana Durán
- Gisella Aboumrad - Teresa "Tere" López
- Pepe Gámez - Yahir Duarte
- Nikolás Caballero - Santiago "Santi" Piamonte

### Secundarios e invitados
- Héctor Soberón - Martín Santillana
- Leslie Stewart - Isabel Piamonte
- Estefany Oliveira - Paula
- Ricardo Herranz - Iván Pastrana
- Wdeth Gabriel - Silvia
- José Manuel Cestari - Sergio
- Lina Maya - Martha
- Luke Grande - Emilio Herrera
- Óscar DíazDesam - Damián
- Carlos Noceti - Fabián Hurtado
- Pablo Quaglia - Gabriel Aguirre
- Hely Ferrigny - Germán Ramírez
- Karina Musa - María
- Cristina Figarola - Alicia
- Ivanna Rodríguez - Renata
- Fabián Pizorno - Daniel Parejo

## Premios y nominaciones
| Año  | Premiación            | Categoría                                  | Nominados        | Resultados |
| ---- | --------------------- | ------------------------------------------ | ---------------- | ---------- |
| 2013 | Premios tu mundo 2013 | Novela del año                             | Pasión Prohibida | Nominada   |
| 2013 | Premios tu mundo 2013 | Protagonista favorito                      | Jencarlos Canela | Ganador    |
| 2013 | Premios tu mundo 2013 | Protagonista favorita                      | Mónica Spear     | Nominada   |
| 2013 | Premios tu mundo 2013 | El malo más bueno                          | Henry Zakka      | Nominado   |
| 2013 | Premios tu mundo 2013 | La mala más buena                          | Rebecca Jones    | Nominada   |
| 2013 | Premios tu mundo 2013 | Primera actriz                             | Rebecca Jones    | Nominada   |
| 2013 | Premios tu mundo 2013 | Primer actor                               | Henry Zakka      | Nominado   |
| 2013 | Premios tu mundo 2013 | Primer actor                               | Roberto Vander   | Nominado   |
| 2013 | Premios tu mundo 2013 | Mejor momento de la mala suerte            | Accidente...     | Nominado   |
| 2014 | Miami Life Awards     | Mejor protagonista masculino de telenovela | Jencarlos Canela | Nominado   |
| 2014 | Miami Life Awards     | Mejor actriz de reparto de telenovela      | Mercedes Molto   | Nominada   |
| 2014 | Miami Life Awards     | Mejor primera actriz de telenovela         | Rebecca Jones    | Nominada   |
| 2014 | Miami Life Awards     | Mejor primer actor de telenovela           | Roberto Vander   | Nominado   |
| 2014 | Miami Life Awards     | Mejor primer actor de telenovela           | Henry Zakka      | Nominado   |
| 2014 | Miami Life Awards     | Mejor telenovela                           | Pasión Prohibida | Nominada   |